# Ceruraphis eriophori
Ceruraphis eriophori är en insektsart som först beskrevs av Walker 1848.  Ceruraphis eriophori ingår i släktet Ceruraphis och familjen långrörsbladlöss. Arten är reproducerande i Sverige. Inga underarter finns listade i Catalogue of Life.